# IC 2389
IC 2389 ist eine Balken-Spiralgalaxie vom Hubble-Typ SBb im Sternbild Camelopardalis am Nordsternhimmel. Sie ist schätzungsweise 112 Millionen Lichtjahre von der Milchstraße entfernt und hat einen Durchmesser von etwa 45.000 Lichtjahren. 

Wahrscheinlich bildet sie mit NGC 2636 ein gravitativ gebundenes Paar. Im selben Himmelsareal befinden sich weiterhin u. a. die Galaxien NGC 2629, NGC 2633, NGC 2634, NGC 2646.
Das Objekt wurde am 3. Februar 1894 von Guillaume Bigourdan entdeckt.